# Sociale differentiatie
Sociale differentiatie is een proces waarbij een aanvankelijk homogeen sociaal systeem wordt opgedeeld in subsystemen met elk hun eigen functie, karakter en samenstelling. Dit kan groepen, instituties en structuren betreffen. Hierdoor participeren de leden niet langer op gelijke wijze aan een samenleving. Het begrip werd voor het eerst gebruikt door de Engelse socioloog Herbert Spencer.
Er kan daarbij onderscheid gemaakt worden tussen taakdifferentiatie en systeemdifferentiatie. Bij  taakdifferentiatie krijgen personen of groepen elk een specifieke taak toebedeeld, zoals het geval is bij arbeidsverdeling. Bij systeemdifferentiatie worden functies die aanvankelijk binnen samenlevingsverbanden werden uitgevoerd, overgenomen door gespecialiseerde organisaties. Dit is bijvoorbeeld het geval bij scholen, bedrijven, ziekenhuizen en bejaardentehuizen.

## Verandering
Waar er voor de achttiende eeuw sprake was van een relatief statische en homogene samenleving, veranderde dat met toenemende arbeidsverdeling en specialisatie. De resulterende differentiatie werd door Spencer en Durkheim beschouwd als belangrijkste oorzaak van het verlies aan sociale cohesie. Durkheim sprak daarbij over een afname van mechanische solidariteit. Bij deze vorm van solidariteit is sprake van gelijkheid in een maatschappij met weinig sociale differentiatie waar dezelfde normen en waarden gevolgd worden en vanuit een collectief bewustzijn sprake is van een sterke sociale pressie tot conformisme. Door het industrialisatieproces zou dit echter overgaan in een organische solidariteit, waarbij een nieuwe solidariteit ontstaat door een toename van de onderlinge afhankelijkheid en het besef dat de verschillende functies elkaar aanvullen. Vooral de negentiende-eeuwse utilitaristen waren ervan overtuigd dat de resulterende integratie voor voldoende cohesie zou zorgen. Veel sociologen zagen echter een sterke toename van anomie, de afwezigheid of afwijzen van standaarden of waarden.
Durkheim richtte zich op vrijwillige associatie om de sociale cohesie te bevorderen. Vereniging van mensen en groepen zou daarbij een belangrijke rol moeten spelen, iets wat Tocqueville eerder had gezien als middel om een te grote staatsmacht te voorkomen binnen de democratie. Voor Marx was dit echter niet voldoende en zou er ook sprake moeten zijn van dwang vanuit de overheid.

## AGIL-schema
Vanuit het functionalisme ontwikkelde Parsons het AGIL-schema. Hiermee beschreef hij het effect van gewijzigde omgevingsinvloeden op maatschappelijke veranderingen. Waar een sociaal systeem volgens Parsons normaal gesproken in evenwicht is, zal het zich bij wijzigingen van de omgeving aan moeten passen om te overleven. Om dit succesvol uit te kunnen voeren, moet een systeem zich differentiëren in een aantal deelsystemen met elk een eigen functie.